# Mostacillastrum ventanense
Mostacillastrum ventanense är en korsblommig växtart som först beskrevs av Osvaldo Boelcke, och fick sitt nu gällande namn av Al-shehbaz. Mostacillastrum ventanense ingår i släktet Mostacillastrum och familjen korsblommiga växter. Inga underarter finns listade i Catalogue of Life.